# Província de Çanakkale
La província de Çanakkale és una divisió administrativa de Turquia, a la regió de la Màrmara. La seva capital és la ciutat de Çanakkale. Junt amb la província d'Istanbul és l'única província de Turquia que té territori a Àsia i Europa. La seva part europea la forma la península de Gal·lípoli (els districtes de Gal·lípoli i Eceabat) i la part asiàtica correspon a l'antiga Troade. Les dues part estan separades per l'estret dels Dardanels (en turc Çanakkale Bogazi). El lloc més destacat de la província és l'excavació de l'antiga ciutat de Troia.

## Districtes
La província de Çanakkale es divideix en dotze districtes:
- Ayvacık
- Bayramiç
- Biga
- Bozcaada
- Çan
- Çanak Kale
- Eceabat
- Ezine
- Gal·lípoli
- Imbros
- Lapseki
- Yenice